# Per tutto il tempo
Per tutto il tempo prodotto da Mauro Malavasi che cura gli arrangiamenti. è un brano musicale del cantante italiano Luca Carboni. È il quarto ed ultimo singolo estratto il 20 gennaio 2012 dall'album Senza titolo del 2011.

## Registrazione
- Fonoprint, Bologna: registrazione
- Fonoprint, Bologna, missaggio
- Fonoprint, Bologna, mastering

## Formazione
- Luca Carboni – voce
- Mauro Malavasi – pianoforte, tastiera sintetizzatore, drum machine, percussioni, cori, arrangiamenti

## Il brano
Il brano, scritto da Luca Carboni è una ballata elettronica ed acustica che racconta tanti momenti diversi dell'amore.

## Il video
Il videoclip è stato diretto dal regista Giuseppe La Spada. Il video è formato da una serie di figure femminili realizzate da Luca Carboni.
Viene reso disponibile il 9 febbraio 2012 sul sito Internet del TGcom24.

## Tracce
Download digitale
1. Per tutto il tempo